# Challet
Challet är en kommun i departementet Eure-et-Loir i regionen Centre-Val de Loire strax norr om centrala Frankrike. Kommunen ligger i kantonen Chartres-Nord-Est som tillhör arrondissementet Chartres. År 2022 hade Challet 432 invånare.

## Befolkningsutveckling
Antalet invånare i kommunen Challet
Referens:INSEE